# Jastrzębna Druga
Jastrzębna Druga – wieś w Polsce położona w województwie podlaskim, w powiecie augustowskim, w gminie Sztabin.
W latach 1975–1998 miejscowość administracyjnie należała do województwa suwalskiego.
Wieś powstała na początku XX wieku w wyniku podziału wsi Jastrzębnej na wsie Jastrzębna Pierwsza i Jastrzębna Druga.
W pobliżu Jastrzębnej w czasie powstania styczniowego, 19 kwietnia 1863, oddział pod dowództwem Józefa Ramotowskiego „Wawra” stoczył bitwę z wojskami rosyjskimi.